# Victoire de Saxe-Cobourg-Saalfeld
Marie-Louise-Victoire de Saxe-Cobourg-Saalfeld, aussi en allemand « Marie Luise Viktoria », (17 août 1786 – Frogmore House, 16 mars 1861) est la fille du duc François de Saxe-Cobourg-Saalfeld et d’Augusta Reuss d'Ebersdorf. Princesse de Linange par son premier mariage, elle devient duchesse de Kent par son second mariage.
Elle est la mère de la reine Victoria.

## Biographie
De son premier mariage, le 21 décembre 1803, avec Émile-Charles de Leiningen (1763–1814), son oncle par alliance, elle a deux enfants : un fils, Charles, et une fille, Théodora (1807–1872), qui épouse le prince Ernest Ier de Hohenlohe-Langenbourg.

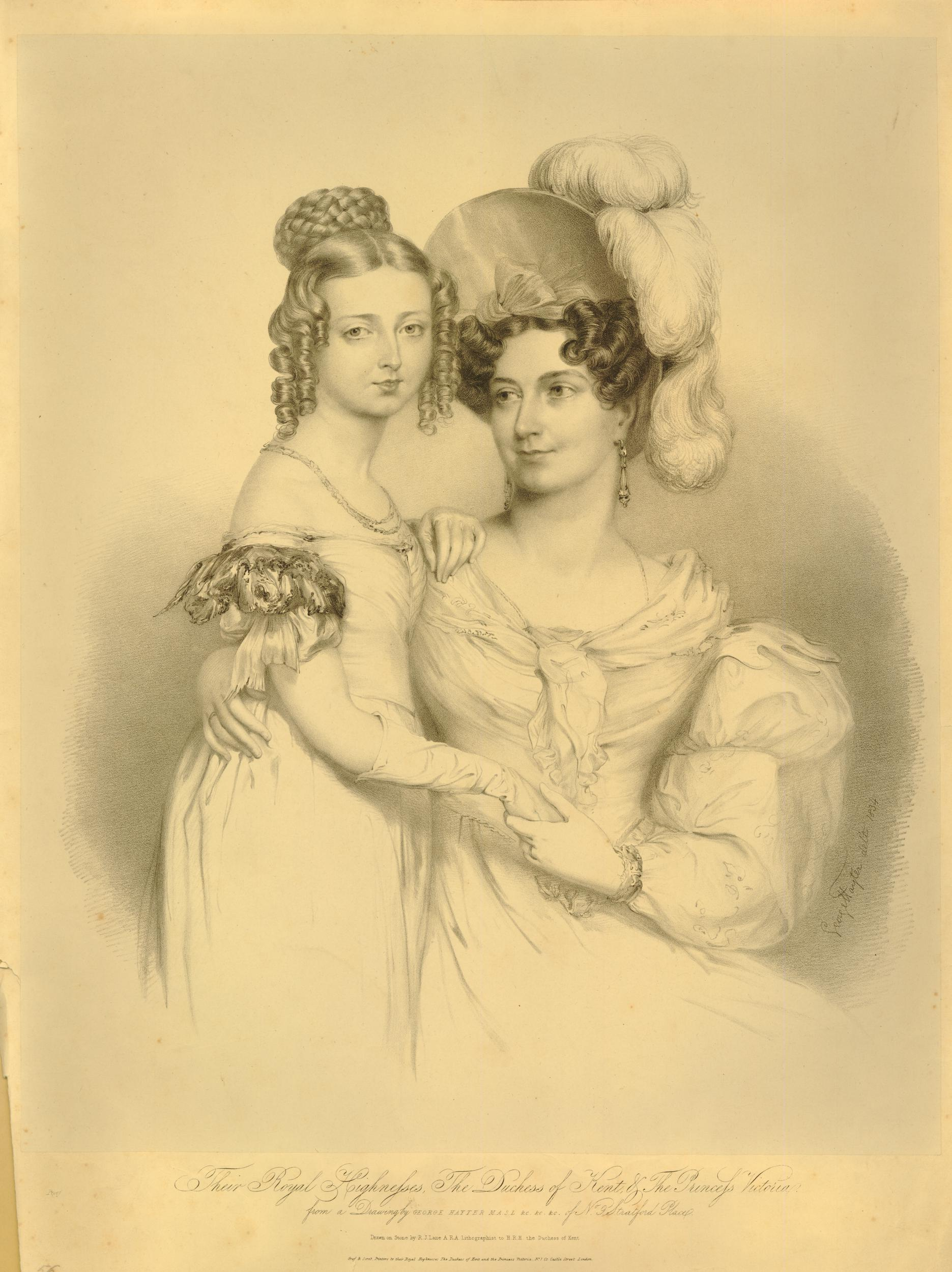
La duchesse de Kent avec sa fille Victoria, en 1834.

Sur la proposition de son frère Léopold, alors époux de la princesse Charlotte de Galles, elle épouse en secondes noces, le 29 mai 1818, le prince Édouard-Auguste de Kent, duc de Kent et Strathearn (1767–1820), 4e fils de Georges III, roi du Royaume-Uni de Grande-Bretagne et d'Irlande, et héritier potentiel du trône britannique. 
Le 24 mai 1819, elle donne naissance au palais de Kensington à Londres à la future reine du Royaume-Uni et impératrice des Indes Victoria (1819–1901). Le duc de Kent meurt quelques mois plus tard. En 1831, son frère Léopold devient le premier roi des Belges. En 1836, son neveu, Ferdinand de Saxe-Cobourg épouse la reine Marie II de Portugal et devient prince-consort. 
Parlant l'anglais avec un fort accent allemand mais belle, ambitieuse et consciente d'avoir donné le jour à l'héritière potentielle du trône britannique, s'appuyant sur un aide-de-camp de son défunt mari, l'irlandais John Conroy, elle fait donner à sa fille une très bonne éducation mais lui impose une véritable tutelle que la jeune fille, une fois reine, rejette totalement.
Néanmoins en 1840, la jeune reine épouse son cousin germain Albert de Saxe-Cobourg-Gotha. Ce jeune Allemand austère et droit sait réconcilier la mère et la fille. N'ayant plus d'ambition personnelle et ne s'occupant plus de politique,, la duchesse de Kent est la grand-mère très aimée de ses petits-enfants anglais. 

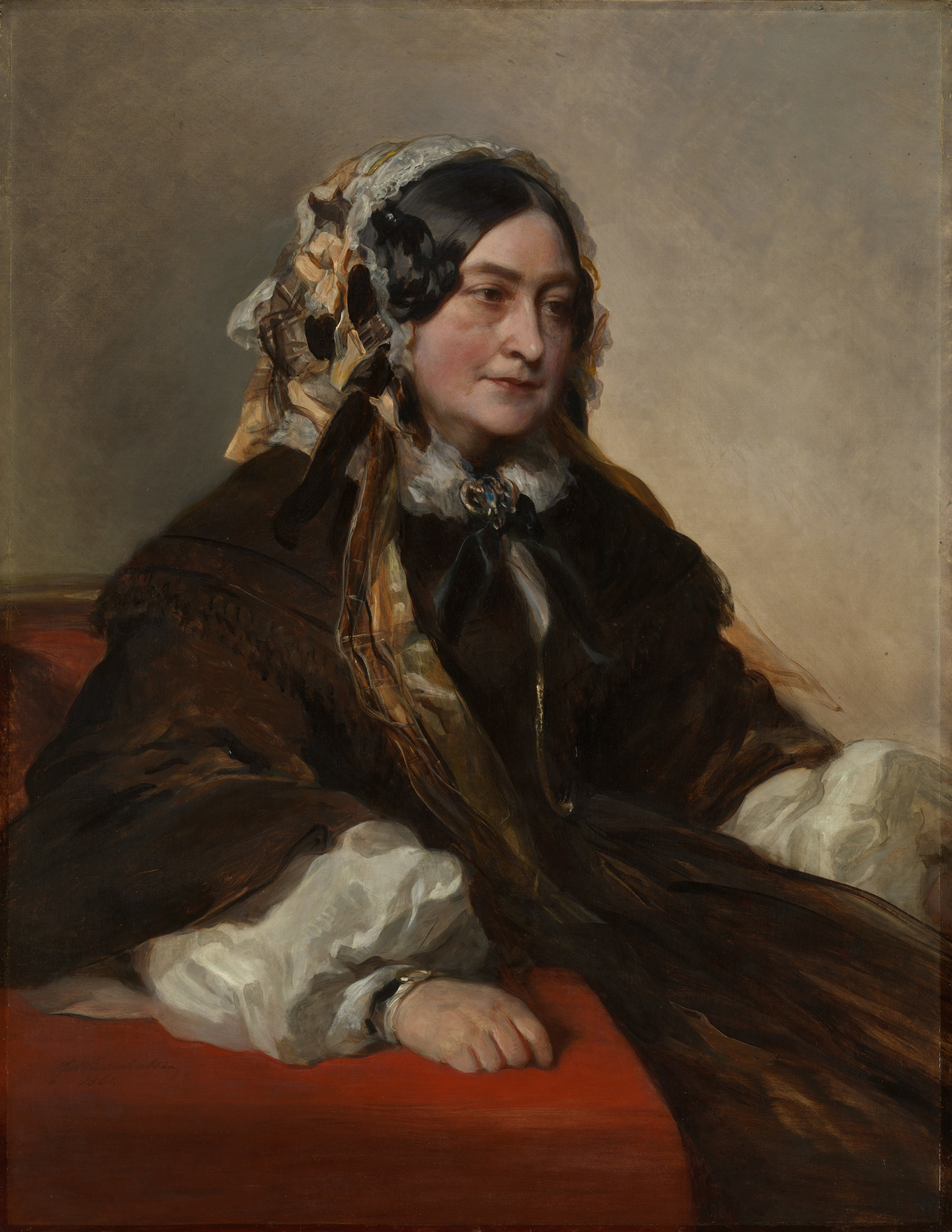
La duchesse de Kent à un âge avancé.

En 1858, l'aînée d'entre eux — qui comme sa mère et sa grand-mère se prénomme Victoria, épouse le prince royal de Prusse. Tout en étant une union dynastique et politique (le prince Albert est favorable à l'unité allemande sous l'égide de la Prusse mais aussi à une Allemagne libérale), c'est aussi un mariage d'inclination. En 1859 naît le futur empereur Guillaume II, premier arrière-petit-fils de la duchesse de Kent. En 1860, la seconde fille du couple royal, Alice du Royaume-Uni, est fiancée au prince Louis de Hesse qui succède à son oncle en 1877.
Marie-Louise-Victoire de Saxe-Cobourg, duchesse de Kent meurt le 16 mars 1861 à Frogmore House, près de Windsor, quelques mois avant son gendre et neveu, assistée comme il le sera par sa petite-fille la princesse Alice du Royaume-Uni.

## Dans la culture populaire
Dans le film Victoria : Les Jeunes Années d'une reine de Jean-Marc Vallée (2009), le rôle de Victoire de Saxe-Cobourg-Saalfeld est interprété par Miranda Richardson.